# Тяньцзиньский всемирный финансовый центр
Тяньцзиньский всемирный финансовый центр (кит. 天津环球金融中心) — офисный небоскрёб, расположенный в районе Хэпин, город Тяньцзинь, Китайская Народная Республика, на берегу реки Хайхэ. Здание также известно под названиями Башня Тяньцзинь, Башня Цзиньта, Башня Цзинь, Глобальный финансовый центр. Имея высоту 337 метров, занимает 1-ю строчку в списке самых высоких зданий города, 20-ю в аналогичном списке для всего Китая, 39-ю строчку в списке самых высоких зданий Азии и 51-ю строчку в списке самых высоких зданий мира (по состоянию на 2015 год).

## Описание
Небоскрёб имеет светопрозрачный фасад площадью 215 тысяч квадратных метров. Является первым зданием города, в котором функционируют двухэтажные лифты. Холл имеет площадь 1330 м² и высоту потолка 4,9 метров. Небоскрёб построен таким образом, что может выдержать ветер, дующий со скоростью 30,5 м/сек на протяжении 100 лет. На высоте 308 метров расположена обзорная площадка с углом обзора на город в 360°.
Основные характеристики
- Строительство: с 2007 (2006?[3] 2008?) по 2011 год
- Этажей: 75[4] (72?[3] 74?) надземных и 4 подземных
- Высота: 336,9 м (архитектурная); 313,6 м (по верхнему этажу); 2,75 м (от пола до потолка)
- Лифтов: 41
- Парковочных мест: 925
- Площадь внутри здания: 203 953 — 240 000 м²
- Архитектор: Skidmore, Owings & Merrill
- Застройщик и владелец: Financial Street Holding[англ.]
- Стоимость строительства: 3,5 миллиарда юаней

## История
Строительство небоскрёба было начато в 2007 году (некоторые источники говорят о 2006 или 2008 годах). 14 января 2010 года была достигнута максимальная запланированная высота. Завершено строительство было в 2011 году.

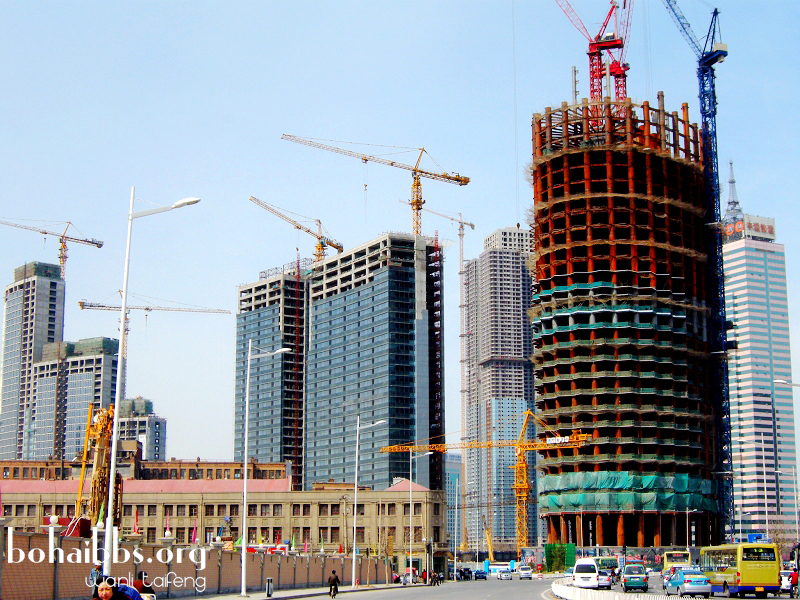
Март 2009
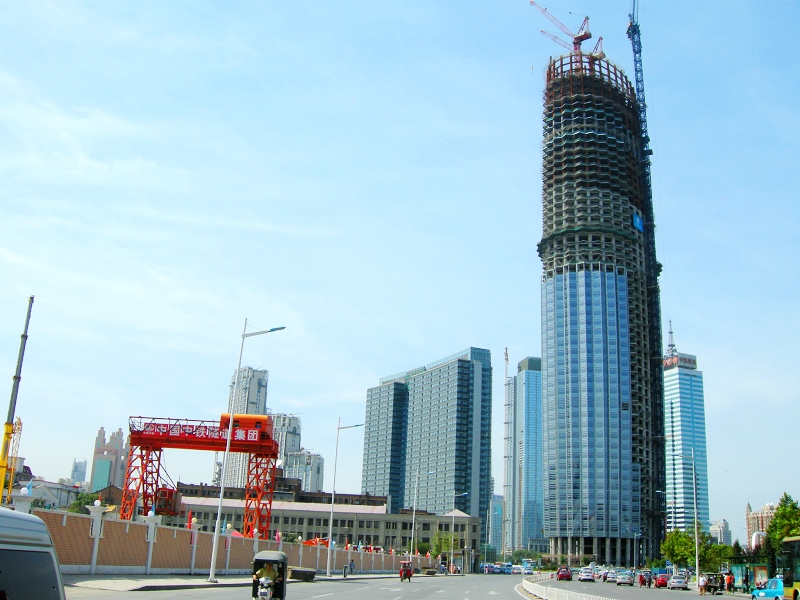
Август 2009
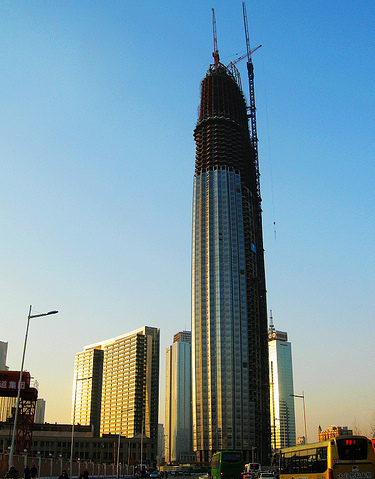
Декабрь 2009
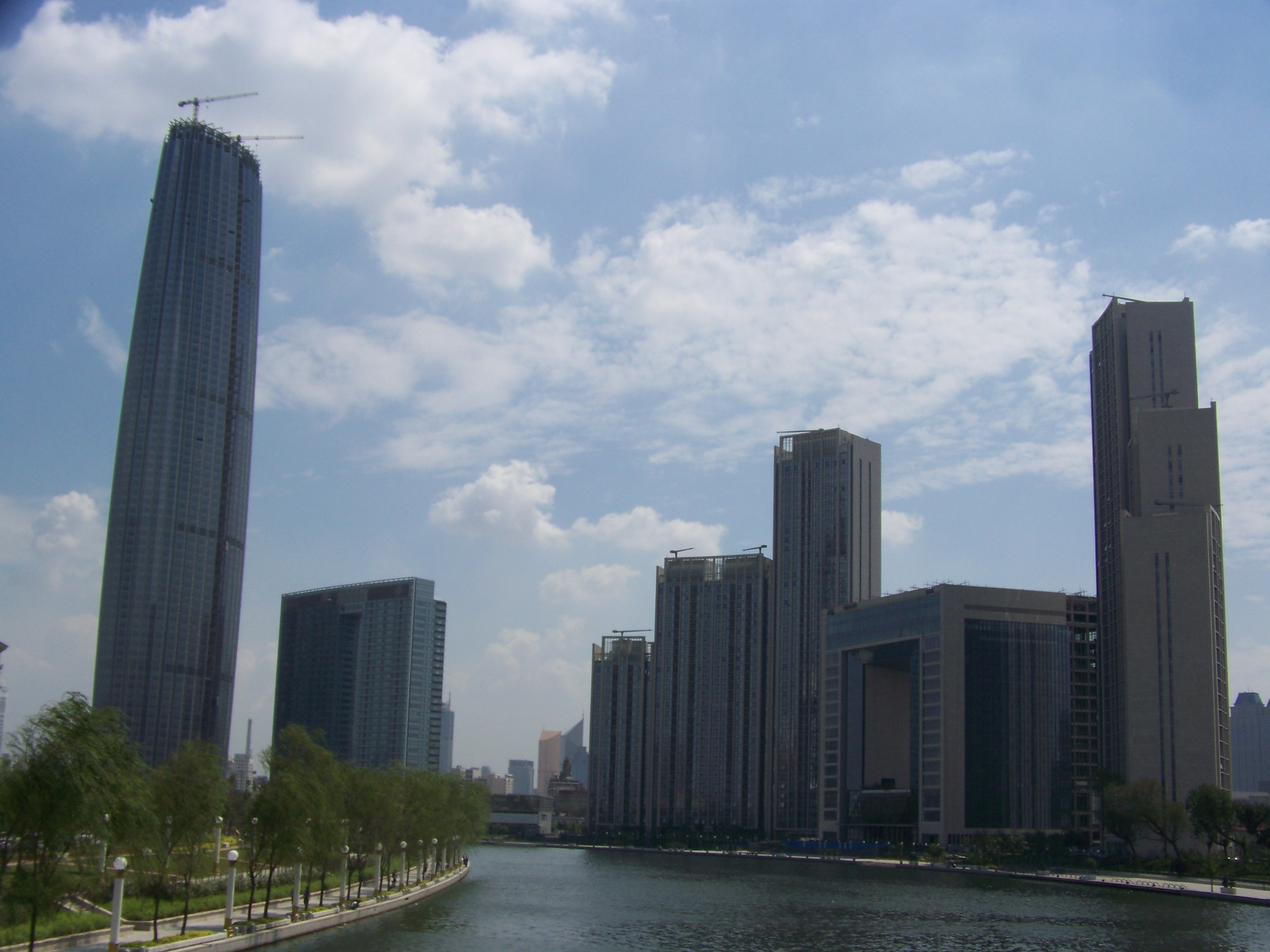
Небоскрёб расположен на берегу реки Хайхэ. Август 2010